# Martin de Villaman
Martin de Villaman est un capitaine espagnol, lieutenant de Juan de Esquivel pendant le gouvernement de Nicolas de Ovando à l'Hispaniola (1504). 
Martin de Villaman est cité dans l'œuvre de Bartolomé de Las Casas sur la conquête de l'Hispaniola. Il fut un officier espagnol qui commanda un poste militaire sur l'île d'Hispaniola lors des expéditions maritimes de Christophe Colomb.
Après le départ de son supérieur, Juan de Esquivel, Martin de Villaman continua la politique répressive conduite par Esquivel. Il étendit le travail forcé aux Amérindiens de l'île et écrasa dans le sang toute révolte des natifs de l'île. Avec sa petite troupe de soldats, ils tuèrent de nombreux Amérindiens à travers l'île. Ces derniers finirent par attaquer le fortin construit par les Espagnols et tuèrent les défenseurs du fort. Juan de Esquivel fut prévenu par la suite de la défaite de la garnison espagnole et revint dans l'île avec d'importantes troupes qui procédèrent à l'extermination de la population amérindienne.